# Vlag van Utrecht (provincie)
De vlag van Utrecht is door de Provinciale Staten van Utrecht vastgesteld op 15 januari 1952. De vlag bestaat uit twee horizontale banen in de kleuren wit (boven) en rood. In de witte baan staat een rood vierkant kanton met daarin een wit kruis.

## Beschrijving
De vlag wordt in het besluit als volgt beschreven:
twee liggende banen, boven wit, onder rood, in de bovenhoek van de witte baan aan de zijde van de stok, ter grootte van 2/3 van de hoogte van deze baan, een vierkant rood vak, waarop een wit kruis.

## Symboliek
De vlag is een combinatie van twee andere vlaggen: de wit-rode tweekleur van het Aartsbisdom Utrecht en een wit kruis in een rood veld van het Sticht Utrecht.

## Geschiedenis
In de ongeveer eerste vijftien jaar na de Tweede Wereldoorlog gingen de Nederlandse provincies eigen vlaggen aannemen. Al eerder, in 1938, werd er een vlag gebruikt om de provincie te symboliseren; dat was ter ere van het veertigjarig regeringsjubileum van koningin Wilhelmina. Deze vlag was een horizontale rood-wit-gele driekleur en had geen officiële status. Voor het defilé in Amsterdam werden speciaal voor de gelegenheid ontworpen vlaggen gebruikt.
In 1951 werd de provincie door de Hoge Raad van Adel geadviseerd om een eigen vlag aan te nemen. Op 15 januari 1952 werd vervolgens de huidige vlag aangenomen. De Utrechtse provincievlag kent niet tot nauwelijks populariteit.